# 稲垣守
稲垣 守（いながき まもる、1949年4月17日 -2023年9月12日 ）は大府市出身のライフル射撃選手。ソウルオリンピック、バルセロナオリンピック代表。愛知県警所属。

## 略歴
- 1988年 初の五輪出場。ソウルオリンピック
- 1992年 バルセロナオリンピックに出場。